# Alberto Tarantini
Alberto César Tarantini (Ezeiza, 1955. december 3. –) világbajnok argentin válogatott labdarúgó. 
Az argentin válogatott tagjaként részt vett az 1978-as és az 1982-es világbajnokságon, illetve az 1980-as Mundialiton.

## Sikerei, díjai
Boca Juniors
- Argentin bajnok (2): 1976 Metropolitano, 1976 Nacional
- Copa Libertadores (1): 1977

River Plate
- Argentin bajnok (2): 1980 Metropolitano, 1981 Nacional

Argentína
- Világbajnok (1): 1978